# Courmayeur
Courmayeur je gradić u Italiji te općina u najrjeđe naseljenoj talijanskoj županiji Valle d'Aosti, u sjevernoj Italiji. Nalazi se u podnožju vrha Mont Blanc, blizu tromeđe Francuske, Švicarske i Italije. Courmayeur dijeli administraciju nad Mont Blancom sa susjednom općinom Saint-Gervais-les-Bains koja se nalazi u Francuskoj. Ipak, vrh Mont Blanca pripada općini Saint Gervais les Bains, no Courmayeur je svejedno općina koja se nalazi na najvišoj nadmorskoj visini u čitavoj Italiji. Courmayeur je inače najzapadnija općina Valle d'Aoste.

## Turizam
Courmayeur je zbog slikovitih planina, prelijepog krajolika i svježeg planinskog zraka atraktivna destinacija kroz čitavu godinu. Razvijen je zimski turizam, s obzirom na to da je jedno od najpoznatijih europskih skijališta. Također, ljeti je Courmayeur popularno odredište za mnogobrojne planinare. Još jedna planina koja okružuje Courmayeur je Mont Chétif. To je planina pogodna za planinarenje, a na njenom vrhu se nalazi kip Djevici Mariji koji se može vidjeti iz čitavog grada. Isto tako ljudi se bave seoskim turizmom.
U Courmayeuru se nalazi i botanički vrt Giardino Botanico Alpino Saussurea, koji se opisuje kao najviši europski botanički vrt.
Također, u Courmayeuru se od 1991. svakog prosinca održava i filmsko-književni događaj Courmayeur Noir Film Festival.

## Prijevoz i odmor
Courmayeur je dobro povezan sa sjeverozapadnom Italijom (220 kilometara od Milana). Tunel Mont Blanc, dug 11.6 kilometara, povezuje njegovu okolicu s Francuskom. Lyon je udaljen 240 kilometara i do njega se može doći za nekoliko sati. Švicarska, odnosno grad Ženeva, od Courmayeura je udaljena samo 100 kilometara. Od središta županije, grada Aoste, Courmayeur je udaljen 27.5 kilometara.
Dolonne, sestrinski grad Courmayeura, ima mnogo rezidencija i hotela, kao i veliki sportski centar. S Courmayeurom je povezan mostom.

## Klima
Courmayeur se nalazi na nadmorskoj visini od 1224 do 4810 metara, te podno Alpa, pa tu prevladava alpska klima, uglavnom s kratkim i hladnim ljetima te hladnim zimama s puno snijega.

## Stanovništvo
U Courmayeuru živi 2.870 stanovnika, a većina su Talijani. Prema podacima ISTAT-a, u Courmayeuru je 132 stanovnika netalijanskog podrijetla. Najzastupljeni su Rumunji, kojih je 32, odnosno 1,09% čitavog stanovništva grada. Vrlo je rijetko naseljen, u njemu živi samo 14 stanovnika po jednom četvornom kilometru.

## Poznate osobe vezane uz Courmayeur
Joseph-Marie Henry - prezbiter, alpinist i botaničar 

Mario Puchoz - alpinist 

Émile Rey - alpinist i alpski vodič 

Sergio Viotto - alpinist 

Jules Brocherel - etnolog, alpinist, istraživač i osnivač knjižničarskog sustava Valle d'Aoste 

Arturo Ottoz - alpski vodič 

Gigi Panei - učitelj skijanja i alpski vodič 